# 大久保圭介
大久保 圭介（おおくぼ けいすけ、1967年10月9日 - 2009年10月27日）は、日本の劇作家、演出家、俳優。京都府生まれ。劇団「いれずみベービー」主宰。
2009年10月27日、肺癌のため死去。

## 人物・来歴
1994年、★☆北区つかこうへい劇団第1期生となるが、半年で退団。

1997年、「アフリカ座」結成メンバーのひとりとなる。

「アフリカ座」活動休止後、男優として主に小劇場系劇団の舞台に立つ。

2006年、ダンススタジオILKの井上陽平を振付師として、劇団「いれずみベービー」を結成し、主宰する。

2007年、戦場のガールズライフ（ホームドラマチャンネル／BSフジ）全20話の脚本を担当。

2009年、「いれずみベービー」第6回公演「ブルーザーと呼ばれた男-あの橋の上でションベンを-」準備中に、入院。肺癌のため死去。

2009年11月28日・11月29日に「ブルーザーと呼ばれた男-あの橋の上でションベンを-」を公演する予定だった高円寺の明石スタジオにて「お別れ会」が開かれた。

## 出演

### 舞台
- 「つかこうへい事務所」「夢巻品川心中」（1994年）
- 「つかこうへい事務所」「にせサザ江さん」（1996年）
- 「アフリカ座」旗揚げ公演「お七物語」（1997年）
- 「アフリカ座」「渋谷爆発」（1997年）
- 「アフリカ座」「夢巻品川心中98」（1998年）
- 「アフリカ座」「以蔵のいちばん長い日」（1998年）
- 「アフリカ座」「以蔵のいちばん長い日」群馬公演（1999年）
- 「b-line」「ファウストA.D.2000」（2000年）
- 「天狼プロダクション」第12回製作作品「キャバレー」（2000年）
- 「新宿芸能社（現昭和芸能舎）」第6回公演「チェリーボーイズ」（2004年）
- 「新宿芸能社（現昭和芸能舎）」第7回公演「横丁のデカプリオ」（2005年）
- 「TIMELIMITS」 第12回公演「輪命〜RINMEI〜」（2006年）
- 「Nojimaji」公演「O嬢」（2008年）
- 「TIME LIMITS」第16回公演「緑の方舟」（2009年）

### 映画
- 「フラガール」（2006年）

### 声優
- プレイステーション2用ゲームソフト「龍が如く2」（2006年）

### PV
- 中村ジョー 『想像が現実を』（2009年）

## 脚本・演出
- 「MOONDOGS」特別公演「GOMU」（2005年）
- 「いれずみベービー」旗揚げ公演 THE NINJA STAR 〜五反田忍者危機一髪〜（2006年4月13日 - 16日）
- 「らむねネコ」第1回公演「ヴァンパイア エレジー」（2006年9月24日）
- 「宝映テレビプロ」公演「魔界DanceShow」（2006年）
- 「いれずみベービー」第2回公演 宇宙で一番強い女 〜灼熱のキーロック〜（2007年4月25日 - 30日）
- 「いれずみベービー」第3回公演 爆裂!サイクロン学園 〜ドッキドキ円周率6.969…〜（2007年11月2日 - 11日）
- 「いれずみベービー」第4回公演 ザ・クレージーファンタジー 〜バスタードソードを使っちゃう女〜（2008年5月27日 - 6月1日）
- 「いれずみベービー」第5回公演 ザ・バトルドクター伝説 〜愛と哀しみのカテーテル〜（2009年4月8日 - 12日）

## 脚本
- 戦場のガールズライフ（2007年、ホームドラマチャンネル／BSフジ）